# PlantUML
PlantUML是可以用纯文本语言繪製圖表的開源軟體。PlantUML支援許多统一建模语言（UML）的圖，也支援其他软件开发相關的格式（例如ArchiMate、方塊圖、业务流程模型和标记法（BPMN）、C4模型、電腦網路圖、ER模型、甘特图、心智图和工作分解结构，也可以用在JSON及YAML檔案的視覺化。
PlantUML使用的語言屬於领域特定语言。PlantUML除了支援本身的领域特定语言外，也可以理解AsciiMath、Creole、DOT语言和LaTeX。PlantUML用Graphviz軟體產生圖表，用Tikz支援LaTeX。圖檔可以輸出為PNG、可縮放向量圖形（SVG）、LaTeX甚至是ASCII艺术。PlantUML也可以讓盲人設計或理解UML圖。

## 程式碼層級溝通UML的文字格式
PlantUML用良好格式，可讀性高的代碼，來產生圖表。
也有其他UML建模的文字格式，PlantUML可支援許多的圖表格式，而且不需要特別的格式設定。

## 例子
以下的程式碼是類別圖的PlantUML，圖表在右邊：

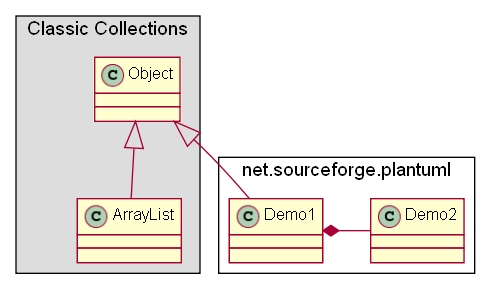
UML類別圖

```
<
uml
>

package
 
"
Classic
 
Collections
" #DDDDDD

Object <|-- ArrayList

package net.sourceforge.plantuml

Object <|-- Demo1

Demo1 *- Demo2

</uml>

```

## 外部連結
- Official website （页面存档备份，存于）